# Prälat
Ein Prälat (lateinisch praelatus ‚der Vorgezogene‘, ‚der Vorsteher‘ oder ‚der Bevorzugte‘, das substantiviert wurde aus lateinisch prae-ferre, deutsch: vorantragen, den Vorzug geben) ist ein geistlicher Würdenträger in (katholischen) Kirchen.

## Römisch-katholische Kirche

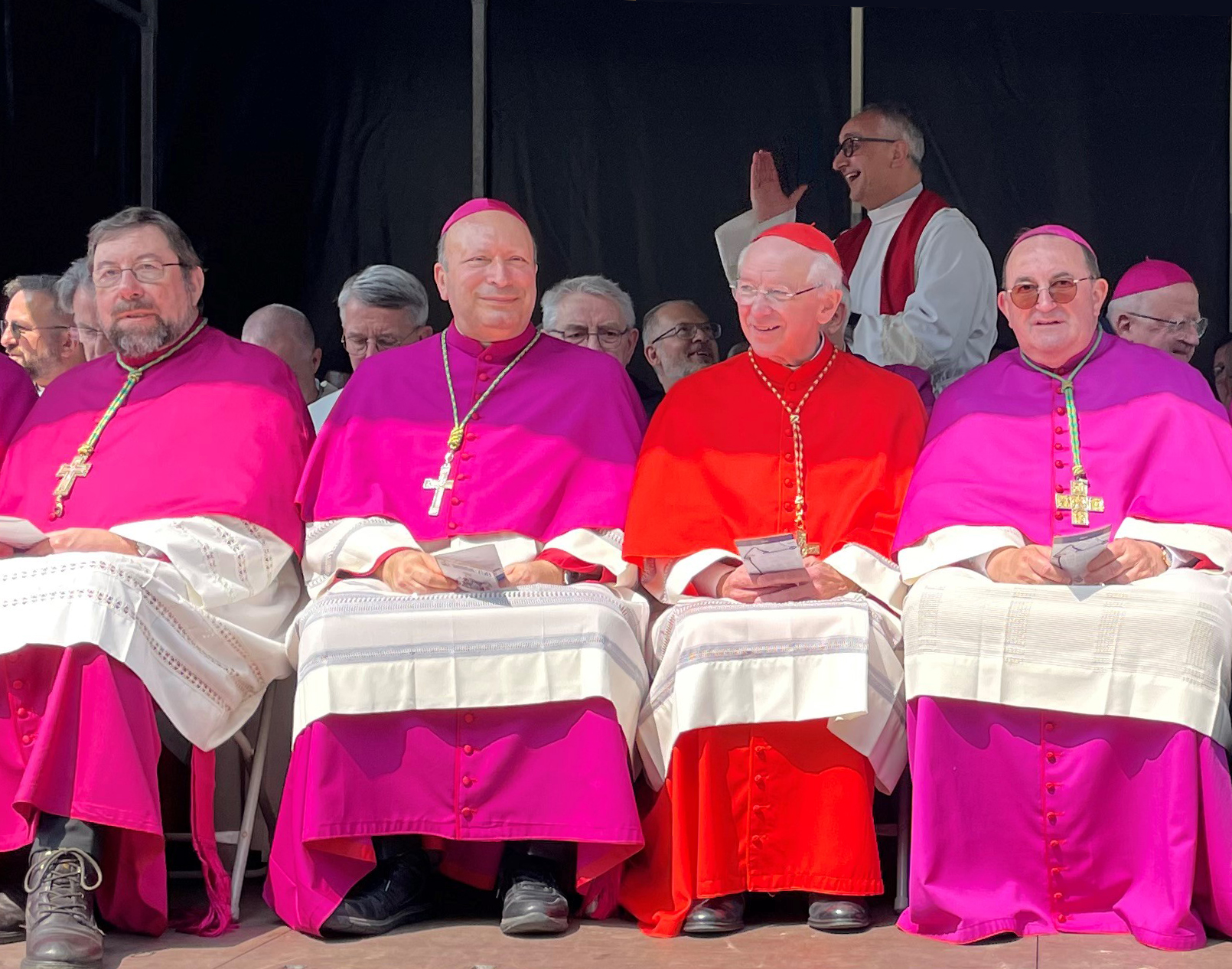
Kardinal mit drei Bischöfen

In der römisch-katholischen Kirche wird als Prälat der Inhaber ordentlicher Leitungsbefugnisse (so beispielsweise ein Bischof oder ein Abt) bezeichnet. Es kann sich bei einem Prälaten jedoch auch um den Inhaber höherer kurialer Ämter handeln. 
Auch Ordinarien von Territorial- oder Personalprälaturen stehen im Rang von Prälaten, da ihnen ordentliche Leitungsbefugnis zu eigen ist, unabhängig davon, ob sie die Bischofsweihe empfangen haben oder nicht. Für die Inhaber letztgenannter Ämter existiert die ältere Bezeichnung „gefreiter Prälat“, was sie von den reinen Ehrenprälaten abgrenzt und ihre Stellung als Oberhäupter von Teilkirchen ausdrückt. Oft empfangen diese auch die Bischofsweihe, weshalb sie nicht nur de jure, sondern auch de facto den Diözesanbischöfen gleichgestellt, obwohl sie strenggenommen lediglich Titularbischöfe sind.
Die Prälaten werden bei offiziellen Anlässen mit ihrem jeweils höchsten Titel angesprochen, z. B. „(Hochwürdigster) Herr Kardinal“ bzw. „(Eure) Eminenz“.
Weit häufiger trifft man in der römisch-katholischen Kirche jedoch auf die Ehrenprälaten. Hierbei handelt es sich um verdiente Priester, die vom Papst einen der drei möglichen Ehrenprälatentitel erhalten haben, meist, um in Vertretung des Bischofs bedeutende repräsentative Aufgaben, z. B. gegenüber dem Staat, wahrnehmen zu können. Papst Franziskus hat im Januar 2014 die möglichen päpstlichen Ehrentitel von drei auf einen reduziert. Seitdem wird nur noch der Titel Päpstlicher Ehrenkaplan mit der Anrede Monsignore vergeben.
→ Artikel: Päpstliche Ehrentitel
Der Rang eines Prälaten konnte in früheren Jahrhunderten auch für Geld verliehen werden, so etwa im Falle des adligen Lorenzo Corsini, des späteren Papstes Clemens XII., der 30.000 Scudi für den Rang eines Prälaten bezahlte.

## Evangelische Kirche

### Historisch
In der Unierten Badischen Landeskirche war der Prälat 1819 bis 1933 der geistliche Leiter. Johann Peter Hebel war der erste Prälat. 1933 nahm der letzte Prälat den Titel „Landesbischof“ an, wobei die Funktion des Kirchenpräsidenten, der bisher die Leitung der Kirchenverwaltung innehatte, mit dem Amt des Prälaten vereinigt wurde. Heute sind die beiden Prälaten der Kirchenkreise Nord- und Südbaden Seelsorger der Pfarrerschaft und Mitglieder des Oberkirchenrates.
Im Großherzogtum Hessen war der Prälat von 1820 bis 1918 ein hoher kirchlicher Würdenträger (in der Regel einer der drei Superintendenten), der vom Großherzog ernannt wurde und den für die Evangelische Landeskirche gemäß Artikel 52 Nr. 5 der Verfassung des Großherzogtums Hessen in der Ersten Kammer der Landstände vorgesehenen Platz einnahm.

### Gegenwart
Der oder die Bevollmächtigte des Rates der Evangelischen Kirche in Deutschland bei der Bundesrepublik Deutschland und der Europäischen Union trägt ebenfalls den Titel Prälat beziehungsweise Prälatin. Bis zum 1. Juni 2013 wurde die Position von Bernhard Felmberg bekleidet. Nachfolger war Martin Dutzmann, gefolgt 2022 von Anne Gidion. Gleiches gilt für den aus Anlass der Luther-Dekade ernannten Beauftragten der EKD in Lutherstadt Wittenberg, Prälat Stephan Dorgerloh, der inzwischen ein staatliches Amt innehat und daher den mit seiner früheren kirchlichen Funktion verbundenen Prälatentitel nicht mehr führt.
In der Evangelischen Kirche von Kurhessen-Waldeck führt der geistliche Stellvertreter des Bischofs den Titel Prälat. Der Prälat ist Mitglied der Landessynode und des Rates der Landeskirche. Er ist Personalchef für das geistliche Personal. Der erste Prälat hier war der spätere Professor für Altes Testament in Kiel, Hans Wilhelm Hertzberg.
In der Evangelischen Landeskirche in Württemberg werden die als „Regionalbischöfe“ und Stellvertreter des Bischofs in den Prälaturen (auch Sprengel genannt und Regierungsbezirken vergleichbar) wirkenden Mitglieder der Kirchenleitung auch Prälat beziehungsweise Prälatin genannt.
Im September 2021 wurde Martin Dutzmann zum Nachfolger von Prälatin Gabriele Wulz als Präsident (Vorstandsvorsitzender) des Gustav-Adolf-Werks in Deutschland gewählt.